# Челе (Равена)
Челе (итал. Celle) је насеље у Италији у округу Равена, региону Емилија-Ромања.
Према процени из 2011. у насељу је живело 208 становника. Насеље се налази на надморској висини од 53 м.